# Enzo Bearzot
Enzo Bearzot (Joannis, 26 settembre 1927 – Milano, 21 dicembre 2010) è stato un calciatore e allenatore di calcio italiano, di ruolo difensore o mediano. È stato il commissario tecnico della nazionale italiana durante il campionato del mondo 1982, vinto dagli Azzurri.
Soprannominato Vecio (vecchio) dallo scrittore Giovanni Arpino, detiene il record di panchine da commissario tecnico della nazionale italiana, avendola guidata in campo per 104 volte, dal 27 settembre 1975 al 17 giugno 1986.

## Carriera

### Giocatore

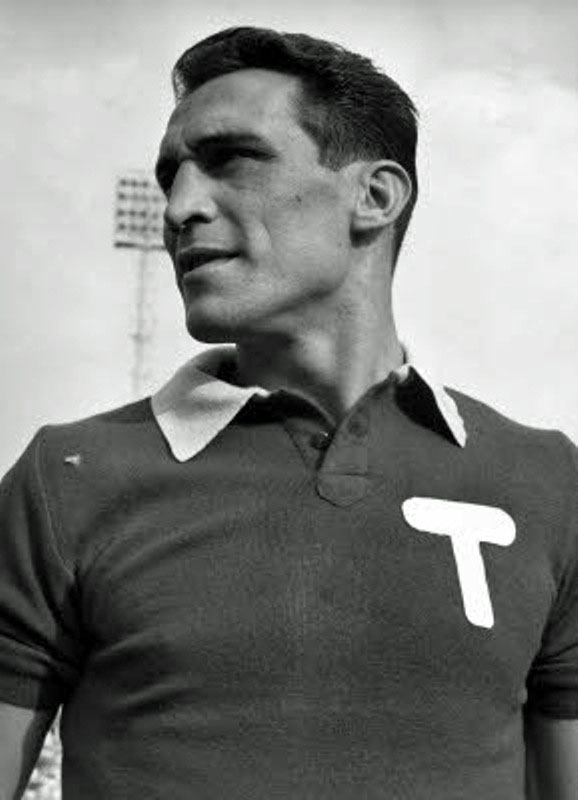
Bearzot al Talmone Torino nella stagione 1958-1959

Dopo aver iniziato a giocare come mediano-difensore nella SPA (Società Polisportiva Aiello) di Aiello del Friuli, suo paese natale, nel 1946 si trasferì alla Pro Gorizia, in Serie B. Nel 1948, dopo 39 presenze e 2 gol, fu notato e acquistato dall'Inter. Qui in tre stagioni giocò solo 19 partite (fece il suo esordio in maglia nerazzurra il 21 novembre 1948, nella partita di campionato vinta 3-1 contro il Livorno) e nel 1951 passò al Catania. In tre anni coi siciliani collezionò 95 presenze in Serie B e 5 reti.
Nel 1954 fu ingaggiato dal Torino che mirava a ritornare grande dopo la tragedia di Superga del 1949. In due stagioni da titolare giocò 65 incontri, mettendo a segno un solo gol. Nel 1956 tornò all'Inter: in una stagione annoverò 27 presenze, l'ultima delle quali fu una sconfitta per 3-2 a Bologna il 9 giugno 1957.
L'anno dopo tornò al Torino. Qui, dopo 164 presenze e 7 gol, nel 1964 concluse la carriera da giocatore per intraprendere quella da allenatore. In totale Bearzot disputò 251 partite nella massima serie, di cui 46 nell'Inter e 205 nel Torino. Da calciatore ottenne anche una presenza in nazionale contro l'Ungheria, dove marcò il grande Puskás, che riuscì a segnare un gol.

### Allenatore

#### Gli inizi
Dopo il ritiro dall'attività agonistica, nel 1964 Bearzot iniziò l'apprendistato tecnico sulla panchina del Torino, prima come preparatore dei portieri e poi come assistente di Nereo Rocco e successivamente di Edmondo Fabbri. Nella stagione 1968-1969 divenne allenatore del Prato in Serie C, in sostituzione di Dino Ballacci, da gennaio in poi.

#### Gli anni in nazionale

##### Gli esordi con Bernardini, Argentina '78 ed Euro '80
In seguito entrò nei quadri federali, inizialmente come selezionatore della nazionale Under-23, ma presto venne promosso assistente di Ferruccio Valcareggi nella nazionale maggiore e quindi vice del suo successore, Fulvio Bernardini. Un anno dopo il campionato del mondo 1974 in Germania Ovest, nel quale l'Italia era stata eliminata al primo turno, grazie anche all'intervento di Gigi Peronace diventò commissario tecnico, andando inizialmente ad affiancare il confermato Bernardini; in questa fase il tandem Bearzot-Bernardini fallì le qualificazioni al campionato d'Europa 1976.
Divenuto responsabile unico degli azzurri nel 1977, Bearzot adottò lo schema tattico applicato con successo nella Juventus allenata da Giovanni Trapattoni, squadra che aveva vinto cinque degli ultimi sette campionati di Serie A fino a quel momento e i cui giocatori costituivano l'asse portante della nazionale. I primi risultati positivi della gestione Bearzot iniziarono a vedersi nel campionato del mondo 1978 in Argentina, che la nazionale terminò al quarto posto, esprimendo il miglior gioco della manifestazione; nel campionato d'Europa 1980, giocato in Italia, i padroni di casa raggiunsero la medesima posizione seppure in una difficile situazione ambientale, con il calcio italiano reduce dallo scandalo del Totonero, scoppiato poche settimane prima e che aveva privato la nazionale del suo centravanti di riferimento, Paolo Rossi, squalificato per due anni.

##### La vittoria di Spagna '82 e il repentino declino

Bearzot (a destra) sulla panchina azzurra negli anni '80, con il suo vice Cesare Maldini

Il campionato del mondo 1982 in Spagna iniziò in sordina per la nazionale italiana che, per via di un percorso di avvicinamento alla fase finale non brillante, non era oggetto di grandi aspettative; Bearzot fu fortemente criticato dalla stampa per alcune scelte ritenute controverse, su tutte la convocazione di Rossi che aveva ripreso a giocare solo da poche settimane, dopo la fine della squalifica del Totonero – a tale riguardo, Bearzot riteneva che Rossi, che aveva anche meditato l'addio al calcio, fosse innocente e per questo lo aveva spronato a continuare gli allenamenti durante il periodo di allontanamento forzato dai campi –, e nonostante ciò era stato preferito a Roberto Pruzzo, appena laureatosi capocannoniere della Serie A 1981-1982.
Nella prima fase del mondiale, i modesti risultati conseguiti nonché la decisione di continuare a schierare come titolare un Rossi decisamente giù di tono, fecero sì che il selezionatore e la squadra fossero contestati in maniera molto pesante, al punto che la rosa, eccezion fatta per il capitano Dino Zoff, si chiuse nel silenzio stampa. Nella seconda fase la nazionale azzurra apparve trasformata dalla forza morale del gruppo e da alcuni cambiamenti tattici e di formazione operati da Bearzot, come l'inserimento di Gabriele Oriali e di un giovane Giuseppe Bergomi tra i titolari, e beneficiò del pieno ritorno in forma di Rossi. L'Italia, sovvertendo i pronostici della vigilia, sconfisse in successione l'Argentina di César Menotti e il Brasile di Telê Santana, favorite assolute per il titolo, nella seconda fase a gironi, la Polonia di Antoni Piechniczek in semifinale e la Germania Ovest di Jupp Derwall per 3-1 in finale; la nazionale di Bearzot fu l'unica nella storia del mondiale a battere in sequenza i detentori dei tre precedenti titoli, ovvero gli argentini campioni uscenti (1978), i tedeschi occidentali (1974) e i brasiliani che, nel 1970, si erano aggiudicati definitivamente la Coppa Jules Rimet battendo in finale proprio l'Italia.

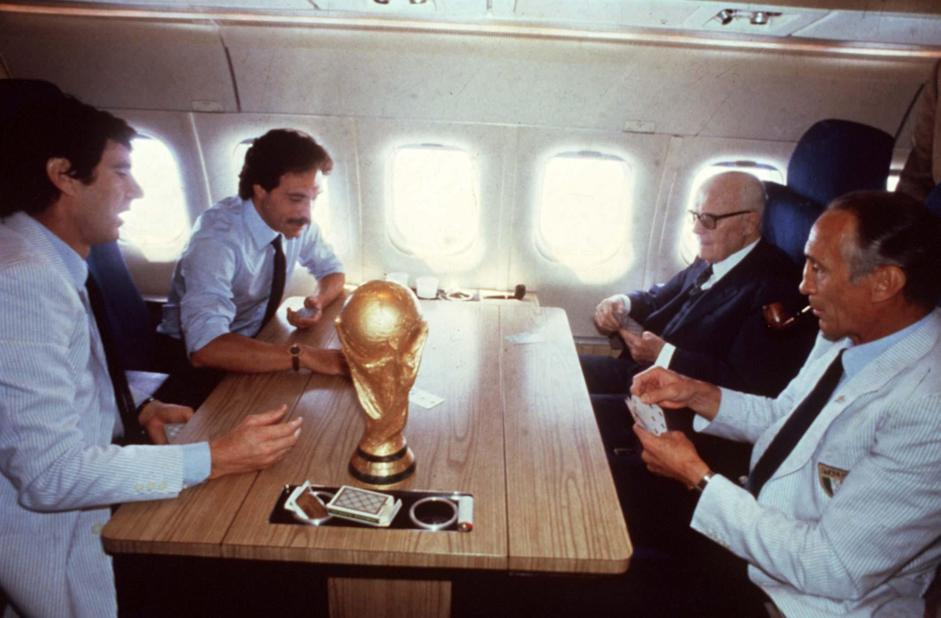
Bearzot gioca a scopone scientifico durante il viaggio di ritorno dal vittorioso, in coppia con Franco Causio e contro Dino Zoff e il presidente della Repubblica Italiana, Sandro Pertini

Volendo pagare il debito affettivo e di gratitudine con il gruppo campione del mondo, Bearzot incappò a posteriori nell'errore di non rinnovare radicalmente la rosa dopo la vittoria in Spagna. Il gruppo azzurro, ormai appagato e in fase calante, nel successivo quadriennio dapprima mancò l'accesso alla fase finale del campionato d'Europa 1984 e poi, qualificato d'ufficio quale campione uscente al campionato del mondo 1986 in Messico, vi si fermò agli ottavi di finale, senza mai brillare nel corso del torneo. Al termine del mondiale messicano, nonostante un contratto in essere fino al 1990, Bearzot lasciò la panchina della nazionale italiana ad Azeglio Vicini.

### Dopo il ritiro
L'11 luglio 1993 festeggiò nel migliore dei modi l'undicesimo anniversario del titolo mondiale: alla guida della nazionale italiana Over-35 (una rappresentativa di vecchie glorie, fra cui molti campioni del 1982) vinse il titolo mondiale di categoria a Trieste contro i pari età dell'Austria.
Dal 2002 al 2005 fu presidente del Settore Tecnico della Federazione Italiana Giuoco Calcio. Nel luglio 2003 un gruppo di deputati de La Casa delle Libertà propose la nomina di Bearzot a senatore a vita con la motivazione: «Ha sempre difeso l'etica dello sport», secondo quanto scritto nella lettera al presidente della Repubblica, Carlo Azeglio Ciampi.

### Morte
Morì a Milano, all'età di 83 anni, il 21 dicembre 2010, esattamente 42 anni dopo la scomparsa di un altro storico commissario tecnico della nazionale azzurra, Vittorio Pozzo (che occupa il secondo posto, dietro a Bearzot stesso, nella classifica dei selezionatori più longevi); venne sepolto nella tomba di famiglia nel cimitero di Paderno d'Adda. Un anno dopo la morte venne istituito un riconoscimento in sua memoria, il Premio Nazionale Enzo Bearzot, riservato al migliore allenatore italiano dell'anno.

## Statistiche

### Presenze e reti nei club
| Stagione           | Squadra            | Campionato         | Campionato | Campionato | Coppe nazionali | Coppe nazionali | Coppe nazionali | Coppe continentali | Coppe continentali | Coppe continentali | Altre coppe | Altre coppe | Altre coppe | Totale | Totale |
| Stagione           | Squadra            | Comp               | Pres       | Reti       | Comp            | Pres            | Reti            | Comp               | Pres               | Reti               | Comp        | Pres        | Reti        | Pres   | Reti   |
| ------------------ | ------------------ | ------------------ | ---------- | ---------- | --------------- | --------------- | --------------- | ------------------ | ------------------ | ------------------ | ----------- | ----------- | ----------- | ------ | ------ |
| 1946-1947          | Pro Gorizia        | B                  | 21         | 2          | -               | -               | -               | -                  | -                  | -                  | -           | -           | -           | 21     | 2      |
| 1947-1948          | Pro Gorizia        | B                  | 31         | 0          | -               | -               | -               | -                  | -                  | -                  | -           | -           | -           | 31     | 0      |
| Totale Pro Gorizia | Totale Pro Gorizia | Totale Pro Gorizia | 52         | 2          |                 | -               | -               |                    | -                  | -                  |             | -           | -           | 52     | 3      |
| 1948-1949          | Inter              | A                  | 4          | 0          | -               | -               | -               | -                  | -                  | -                  | -           | -           | -           | 4      | 0      |
| 1949-1950          | Inter              | A                  | 6          | 0          | -               | -               | -               | -                  | -                  | -                  | -           | -           | -           | 6      | 0      |
| 1950-1951          | Inter              | A                  | 9          | 0          | -               | -               | -               | -                  | -                  | -                  | -           | -           | -           | 9      | 0      |
| 1951-1952          | Catania            | B                  | 29         | 2          | -               | -               | -               | -                  | -                  | -                  | -           | -           | -           | 29     | 2      |
| 1952-1953          | Catania            | B                  | 32         | 1          | -               | -               | -               | -                  | -                  | -                  | -           | -           | -           | 32     | 1      |
| 1953-1954          | Catania            | B                  | 34         | 1          | -               | -               | -               | -                  | -                  | -                  | -           | -           | -           | 34     | 1      |
| Totale Catania     | Totale Catania     | Totale Catania     | 95         | 4          |                 | -               | -               |                    | -                  | -                  |             | -           | -           | 95     | 4      |
| 1954-1955          | Torino             | A                  | 33         | 1          | -               | -               | -               | -                  | -                  | -                  | -           | -           | -           | 33     | 1      |
| 1955-1956          | Torino             | A                  | 32         | 0          | -               | -               | -               | -                  | -                  | -                  | -           | -           | -           | 32     | 0      |
| 1956-1957          | Inter              | A                  | 27         | 0          | -               | -               | -               | -                  | -                  | -                  | -           | -           | -           | 27     | 0      |
| Totale Inter       | Totale Inter       | Totale Inter       | 46         | 0          |                 | -               | -               |                    | -                  | -                  |             | -           | -           | 46     | 0      |
| 1957-1958          | Torino             | A                  | 30         | 2          | CI              | 6               | 0               | -                  | -                  | -                  | -           | -           | -           | 36     | 2      |
| 1958-1959          | Torino             | A                  | 33         | 1          | CI              | 4               | 0               | -                  | -                  | -                  | -           | -           | -           | 37     | 1      |
| 1959-1960          | Torino             | B                  | 24         | 1          | CI              | 3               | 0               | -                  | -                  | -                  | CA          | 1           | 0           | 28     | 1      |
| 1960-1961          | Torino             | A                  | 30         | 0          | CI              | 2               | 0               | -                  | -                  | -                  | CM          | 2           | 0           | 34     | 0      |
| 1961-1962          | Torino             | A                  | 18         | 2          | CI              | 1               | 0               | -                  | -                  | -                  | CA          | 7           | 0           | 26     | 2      |
| 1962-1963          | Torino             | A                  | 27         | 1          | CI              | 5               | 0               | -                  | -                  | -                  | CA          | 1           | 0           | 33     | 1      |
| 1963-1964          | Torino             | A                  | 2          | 0          | CI              | 2               | 0               | -                  | -                  | -                  | -           | -           | -           | 4      | 0      |
| Totale Torino      | Totale Torino      | Totale Torino      | 229        | 8          |                 | 23              | 0               |                    | -                  | -                  |             | 11          | 0           | 263    | 8      |
| Totale carriera    | Totale carriera    | Totale carriera    | 422        | 14         |                 | 23              | 0               |                    | -                  | -                  |             | 11          | 0           | 476    | 14     |

### Cronologia presenze e reti in nazionale
| Cronologia completa delle presenze e delle reti in nazionale ― Italia | Cronologia completa delle presenze e delle reti in nazionale ― Italia | Cronologia completa delle presenze e delle reti in nazionale ― Italia | Cronologia completa delle presenze e delle reti in nazionale ― Italia | Cronologia completa delle presenze e delle reti in nazionale ― Italia | Cronologia completa delle presenze e delle reti in nazionale ― Italia | Cronologia completa delle presenze e delle reti in nazionale ― Italia | Cronologia completa delle presenze e delle reti in nazionale ― Italia |
| Data                                                                  | Città                                                                 | In casa                                                               | Risultato                                                             | Ospiti                                                                | Competizione                                                          | Reti                                                                  | Note                                                                  |
| --------------------------------------------------------------------- | --------------------------------------------------------------------- | --------------------------------------------------------------------- | --------------------------------------------------------------------- | --------------------------------------------------------------------- | --------------------------------------------------------------------- | --------------------------------------------------------------------- | --------------------------------------------------------------------- |
| 27-11-1955                                                            | Budapest                                                              | Ungheria                                                              | 2 – 0                                                                 | Italia                                                                | Coppa Internazionale 1955-1960                                        | -                                                                     |                                                                       |
| Totale                                                                |                                                                       | Presenze                                                              | 1                                                                     |                                                                       | Reti                                                                  | 0                                                                     |                                                                       |

### Statistiche da allenatore

#### Club
| Stagione        | Squadra         | Campionato      | Campionato | Campionato | Campionato | Campionato | Coppe nazionali | Coppe nazionali | Coppe nazionali | Coppe nazionali | Coppe nazionali | Coppe continentali | Coppe continentali | Coppe continentali | Coppe continentali | Coppe continentali | Altre coppe | Altre coppe | Altre coppe | Altre coppe | Altre coppe | Totale | Totale | Totale | Totale | % Vittorie | Piazzamento    |
| Stagione        | Squadra         | Comp            | G          | V          | N          | P          | Comp            | G               | V               | N               | P               | Comp               | G                  | V                  | N                  | P                  | Comp        | G           | V           | N           | P           | G      | V      | N      | P      | %          | Piazzamento    |
| --------------- | --------------- | --------------- | ---------- | ---------- | ---------- | ---------- | --------------- | --------------- | --------------- | --------------- | --------------- | ------------------ | ------------------ | ------------------ | ------------------ | ------------------ | ----------- | ----------- | ----------- | ----------- | ----------- | ------ | ------ | ------ | ------ | ---------- | -------------- |
| gen.-giu. 1969  | Prato           | C               | 23         | 8          | 11         | 4          | -               | -               | -               | -               | -               | -                  | -                  | -                  | -                  | -                  | -           | -           | -           | -           | -           | 23     | 8      | 11     | 4      | 34,78      | Subentrato, 9º |
| Totale carriera | Totale carriera | Totale carriera | 23         | 8          | 11         | 4          |                 | -               | -               | -               | -               |                    | -                  | -                  | -                  | -                  |             | -           | -           | -           | -           | 23     | 8      | 11     | 4      | 34,78      |                |

#### Nazionale
| Squadra | Naz               | dall'          | al             | Record | Record | Record | Record     | Record | Record | Record | Record |
| G       | V                 | N              | P              | GF     | GS     | DR     | % Vittorie |        |        |        |        |
| ------- | ----------------- | -------------- | -------------- | ------ | ------ | ------ | ---------- | ------ | ------ | ------ | ------ |
| Italia  | Italia (bandiera) | 8 ottobre 1977 | 17 giugno 1986 | 88     | 40     | 26     | 22         | 115    | 84     | +31    | 45,45  |

#### Nazionale nel dettaglio
| 1976-1977        | Italia        | Qual. Mondiale 1978                     | 1º nel Gruppo 2, qualificato | 3  | 2  | 0  | 1  | 66,67 | 9   | 3  | +6  |
| 1978             | Italia        | Mondiale 1978                           | 4º                           | 7  | 4  | 1  | 2  | 57,14 | 9   | 6  | +3  |
| 1980-1981        | Italia        | Europeo 1980                            | 4º                           | 4  | 1  | 3  | 0  | 25,00 | 2   | 1  | +1  |
| 1980-1981        | Italia        | Coppa d'Oro dei Campioni del Mondo      | Eliminato                    | 2  | 0  | 1  | 1  | &0,00 | 1   | 3  | -2  |
| 1980-1981        | Italia        | Qual. Mondiale 1982                     | 2º nel Gruppo 5, qualificato | 8  | 5  | 2  | 1  | 62,50 | 12  | 5  | +7  |
| 1982-1983        | Italia        | Mondiale 1982                           | Vincitore                    | 7  | 4  | 3  | 0  | 57,14 | 12  | 6  | +6  |
| 1982-1983        | Italia        | Qual. Europeo 1984                      | Non qualificato              | 8  | 1  | 3  | 4  | 12,50 | 6   | 12 | -6  |
| 1985             | Italia        | Torneo della Coppa di Città del Messico | 2º                           | 2  | 1  | 1  | 0  | 50,00 | 3   | 2  | +1  |
| 1986             | Italia        | Mondiale 1986                           | Ottavi di finale             | 4  | 1  | 2  | 1  | 25,00 | 5   | 6  | -1  |
| Dal 1977 al 1986 | Italia        | Amichevoli                              |                              | 43 | 21 | 10 | 12 | 48,84 | 56  | 40 | +16 |
| Totale Italia    | Totale Italia | Totale Italia                           | Totale Italia                | 88 | 40 | 26 | 22 | 45,45 | 115 | 84 | +31 |

#### Panchine da commissario tecnico della nazionale italiana
| Cronologia completa delle presenze e delle reti in nazionale ― Italia | Cronologia completa delle presenze e delle reti in nazionale ― Italia | Cronologia completa delle presenze e delle reti in nazionale ― Italia | Cronologia completa delle presenze e delle reti in nazionale ― Italia | Cronologia completa delle presenze e delle reti in nazionale ― Italia | Cronologia completa delle presenze e delle reti in nazionale ― Italia | Cronologia completa delle presenze e delle reti in nazionale ― Italia | Cronologia completa delle presenze e delle reti in nazionale ― Italia |
| Data                                                                  | Città                                                                 | In casa                                                               | Risultato                                                             | Ospiti                                                                | Competizione                                                          | Reti                                                                  | Note                                                                  |
| --------------------------------------------------------------------- | --------------------------------------------------------------------- | --------------------------------------------------------------------- | --------------------------------------------------------------------- | --------------------------------------------------------------------- | --------------------------------------------------------------------- | --------------------------------------------------------------------- | --------------------------------------------------------------------- |
| 8-10-1977                                                             | Berlino Ovest                                                         | Germania Ovest                                                        | 2 – 1                                                                 | Italia                                                                | Amichevole                                                            | Giancarlo Antognoni                                                   | Cap:G. Facchetti                                                      |
| 15-10-1977                                                            | Torino                                                                | Italia                                                                | 6 – 1                                                                 | Finlandia                                                             | Qual. Mondiali 1978                                                   | 4 Roberto Bettega Francesco Graziani Renato Zaccarelli                | Cap:G. Facchetti                                                      |
| 16-11-1977                                                            | Londra                                                                | Inghilterra                                                           | 2 – 0                                                                 | Italia                                                                | Qual. Mondiali 1978                                                   | -                                                                     | Cap:G. Facchetti                                                      |
| 3-12-1977                                                             | Roma                                                                  | Italia                                                                | 3 – 0                                                                 | Lussemburgo                                                           | Qual. Mondiali 1978                                                   | Roberto Bettega Franco Causio Francesco Graziani                      | Cap:D. Zoff                                                           |
| 21-12-1977                                                            | Liegi                                                                 | Belgio                                                                | 0 – 1                                                                 | Italia                                                                | Amichevole                                                            | Giancarlo Antognoni                                                   | Cap:G. Antognoni                                                      |
| 25-1-1978                                                             | Madrid                                                                | Spagna                                                                | 2 – 1                                                                 | Italia                                                                | Amichevole                                                            | Marco Tardelli                                                        | Cap:G. Antognoni                                                      |
| 8-2-1978                                                              | Napoli                                                                | Italia                                                                | 2 – 2                                                                 | Francia                                                               | Amichevole                                                            | 2 Francesco Graziani                                                  | Cap:D. Zoff                                                           |
| 18-5-1978                                                             | Roma                                                                  | Italia                                                                | 0 – 0                                                                 | Jugoslavia                                                            | Amichevole                                                            | -                                                                     | Cap:D. Zoff                                                           |
| 2-6-1978                                                              | Mar del Plata                                                         | Italia                                                                | 2 – 1                                                                 | Francia                                                               | Mondiali 1978 - 1º turno                                              | Paolo Rossi Renato Zaccarelli                                         | Cap:D. Zoff                                                           |
| 6-6-1978                                                              | Mar del Plata                                                         | Italia                                                                | 3 – 1                                                                 | Ungheria                                                              | Mondiali 1978 - 1º turno                                              | Romeo Benetti Roberto Bettega Paolo Rossi                             | Cap:D. Zoff                                                           |
| 10-6-1978                                                             | Buenos Aires                                                          | Italia                                                                | 1 – 0                                                                 | Argentina                                                             | Mondiali 1978 - 1º turno                                              | Roberto Bettega                                                       | Cap:D. Zoff                                                           |
| 14-6-1978                                                             | Buenos Aires                                                          | Germania Ovest                                                        | 0 – 0                                                                 | Italia                                                                | Mondiali 1978 - 2º turno                                              | -                                                                     | Cap:D. Zoff                                                           |
| 18-6-1978                                                             | Buenos Aires                                                          | Italia                                                                | 1 – 0                                                                 | Austria                                                               | Mondiali 1978 - 2º turno                                              | Paolo Rossi                                                           | Cap:D. Zoff                                                           |
| 21-6-1978                                                             | Buenos Aires                                                          | Paesi Bassi                                                           | 2 – 1                                                                 | Italia                                                                | Mondiali 1978 - 2º turno                                              | autorete                                                              | Cap:D. Zoff                                                           |
| 24-6-1978                                                             | Buenos Aires                                                          | Brasile                                                               | 2 – 1                                                                 | Italia                                                                | Mondiali 1978 - Finale 3º-4º posto                                    | Franco Causio                                                         | Cap:D. Zoff 4º posto                                                  |
| 20-9-1978                                                             | Torino                                                                | Italia                                                                | 1 – 0                                                                 | Bulgaria                                                              | Amichevole                                                            | Antonio Cabrini                                                       | Cap:D. Zoff                                                           |
| 23-9-1978                                                             | Firenze                                                               | Italia                                                                | 1 – 0                                                                 | Turchia                                                               | Amichevole                                                            | Francesco Graziani                                                    | Cap:R. Benetti                                                        |
| 8-11-1978                                                             | Bratislava                                                            | Cecoslovacchia                                                        | 3 – 0                                                                 | Italia                                                                | Amichevole                                                            | -                                                                     | Cap:D. Zoff                                                           |
| 21-12-1978                                                            | Roma                                                                  | Italia                                                                | 1 – 0                                                                 | Spagna                                                                | Amichevole                                                            | Paolo Rossi                                                           | Cap:D. Zoff                                                           |
| 24-2-1979                                                             | Milano                                                                | Italia                                                                | 3 – 0                                                                 | Paesi Bassi                                                           | Amichevole                                                            | Roberto Bettega Paolo Rossi Marco Tardelli                            | Cap:D. Zoff                                                           |
| 26-5-1979                                                             | Roma                                                                  | Italia                                                                | 2 – 2                                                                 | Argentina                                                             | Amichevole                                                            | Franco Causio Paolo Rossi                                             | Cap:D. Zoff                                                           |
| 13-6-1979                                                             | Zagabria                                                              | Jugoslavia                                                            | 4 – 1                                                                 | Italia                                                                | Amichevole                                                            | Paolo Rossi                                                           | Cap:R. Benetti                                                        |
| 26-9-1979                                                             | Firenze                                                               | Italia                                                                | 1 – 0                                                                 | Svezia                                                                | Amichevole                                                            | Gabriele Oriali                                                       | Cap:D. Zoff                                                           |
| 17-11-1979                                                            | Udine                                                                 | Italia                                                                | 2 – 0                                                                 | Svizzera                                                              | Amichevole                                                            | Francesco Graziani Marco Tardelli                                     | Cap:D. Zoff                                                           |
| 16-2-1980                                                             | Napoli                                                                | Italia                                                                | 2 – 1                                                                 | Romania                                                               | Amichevole                                                            | Franco Causio Fulvio Collovati                                        | Cap:D. Zoff                                                           |
| 15-3-1980                                                             | Milano                                                                | Italia                                                                | 1 – 0                                                                 | Uruguay                                                               | Amichevole                                                            | Francesco Graziani                                                    | Cap:D. Zoff                                                           |
| 19-4-1980                                                             | Torino                                                                | Italia                                                                | 2 – 2                                                                 | Polonia                                                               | Amichevole                                                            | Franco Causio Gaetano Scirea                                          | Cap:D. Zoff                                                           |
| 12-6-1980                                                             | Milano                                                                | Italia                                                                | 0 – 0                                                                 | Spagna                                                                | Euro 1980 - 1º turno                                                  | -                                                                     | Cap:D. Zoff                                                           |
| 15-6-1980                                                             | Torino                                                                | Italia                                                                | 1 – 0                                                                 | Inghilterra                                                           | Euro 1980 - 1º turno                                                  | Marco Tardelli                                                        | Cap:D. Zoff                                                           |
| 18-6-1980                                                             | Roma                                                                  | Italia                                                                | 0 – 0                                                                 | Belgio                                                                | Euro 1980 - 1º turno                                                  | -                                                                     | Cap:D. Zoff                                                           |
| 21-6-1980                                                             | Napoli                                                                | Cecoslovacchia                                                        | 1 – 1 (9 – 8 dtr)                                                     | Italia                                                                | Euro 1980 - Finale 3º-4º posto                                        | Francesco Graziani                                                    | Cap:D. Zoff 4º posto                                                  |
| 24-9-1980                                                             | Genova                                                                | Italia                                                                | 3 – 1                                                                 | Portogallo                                                            | Amichevole                                                            | 2 Alessandro Altobelli Francesco Graziani                             | Cap:D. Zoff                                                           |
| 11-10-1980                                                            | Lussemburgo                                                           | Lussemburgo                                                           | 0 – 2                                                                 | Italia                                                                | Qual. Mondiali 1982                                                   | Roberto Bettega Fulvio Collovati                                      | Cap:D. Zoff                                                           |
| 1-11-1980                                                             | Roma                                                                  | Italia                                                                | 2 – 0                                                                 | Danimarca                                                             | Qual. Mondiali 1982                                                   | 2 Francesco Graziani                                                  | Cap:D. Zoff                                                           |
| 15-11-1980                                                            | Torino                                                                | Italia                                                                | 2 – 0                                                                 | Jugoslavia                                                            | Qual. Mondiali 1982                                                   | Antonio Cabrini Bruno Conti                                           | Cap:D. Zoff                                                           |
| 6-12-1980                                                             | Atene                                                                 | Grecia                                                                | 0 – 2                                                                 | Italia                                                                | Qual. Mondiali 1982                                                   | Giancarlo Antognoni Gaetano Scirea                                    | Cap:D. Zoff                                                           |
| 3-1-1981                                                              | Montevideo                                                            | Uruguay                                                               | 2 – 0                                                                 | Italia                                                                | Mundialito                                                            | -                                                                     | Cap:G. Antognoni                                                      |
| 6-1-1981                                                              | Montevideo                                                            | Paesi Bassi                                                           | 1 – 1                                                                 | Italia                                                                | Mundialito                                                            | Carlo Ancelotti                                                       | Cap:G. Antognoni                                                      |
| 25-2-1981                                                             | Roma                                                                  | Italia                                                                | 0 – 3                                                                 | Europa                                                                | Amichevole                                                            | -                                                                     | Cap:D. Zoff                                                           |
| 19-4-1981                                                             | Udine                                                                 | Italia                                                                | 0 – 0                                                                 | Germania Est                                                          | Amichevole                                                            | -                                                                     | Cap:D. Zoff                                                           |
| 3-6-1981                                                              | Copenaghen                                                            | Danimarca                                                             | 3 – 1                                                                 | Italia                                                                | Qual. Mondiali 1982                                                   | Francesco Graziani                                                    | Cap:D. Zoff                                                           |
| 23-9-1981                                                             | Bologna                                                               | Italia                                                                | 3 – 2                                                                 | Bulgaria                                                              | Amichevole                                                            | 2 Francesco Graziani Giuseppe Dossena                                 | Cap:D. Zoff                                                           |
| 17-10-1981                                                            | Belgrado                                                              | Jugoslavia                                                            | 1 – 1                                                                 | Italia                                                                | Qual. Mondiali 1982                                                   | Roberto Bettega                                                       | Cap:D. Zoff                                                           |
| 14-11-1981                                                            | Torino                                                                | Italia                                                                | 1 – 1                                                                 | Grecia                                                                | Qual. Mondiali 1982                                                   | Bruno Conti                                                           | Cap:D. Zoff                                                           |
| 5-12-1981                                                             | Napoli                                                                | Italia                                                                | 1 – 0                                                                 | Lussemburgo                                                           | Qual. Mondiali 1982                                                   | Fulvio Collovati                                                      | Cap:D. Zoff                                                           |
| 23-2-1982                                                             | Parigi                                                                | Francia                                                               | 2 – 0                                                                 | Italia                                                                | Amichevole                                                            | -                                                                     | Cap:D. Zoff                                                           |
| 14-4-1982                                                             | Lipsia                                                                | Germania Est                                                          | 1 – 0                                                                 | Italia                                                                | Amichevole                                                            | -                                                                     | Cap:D. Zoff                                                           |
| 28-5-1982                                                             | Ginevra                                                               | Svizzera                                                              | 1 – 1                                                                 | Italia                                                                | Amichevole                                                            | Antonio Cabrini                                                       | Cap:D. Zoff                                                           |
| 14-6-1982                                                             | Vigo                                                                  | Italia                                                                | 0 – 0                                                                 | Polonia                                                               | Mondiali 1982 - 1º turno                                              | -                                                                     | Cap:D. Zoff                                                           |
| 18-6-1982                                                             | Vigo                                                                  | Italia                                                                | 1 – 1                                                                 | Perù                                                                  | Mondiali 1982 - 1º turno                                              | Bruno Conti                                                           | Cap:D. Zoff                                                           |
| 23-6-1982                                                             | Vigo                                                                  | Italia                                                                | 1 – 1                                                                 | Camerun                                                               | Mondiali 1982 - 1º turno                                              | Francesco Graziani                                                    | Cap:D. Zoff                                                           |
| 29-6-1982                                                             | Barcellona                                                            | Italia                                                                | 2 – 1                                                                 | Argentina                                                             | Mondiali 1982 - 2º turno                                              | Antonio Cabrini Marco Tardelli                                        | Cap:D. Zoff                                                           |
| 5-7-1982                                                              | Barcellona                                                            | Italia                                                                | 3 – 2                                                                 | Brasile                                                               | Mondiali 1982 - 2º turno                                              | 3 Paolo Rossi                                                         | Cap:D. Zoff                                                           |
| 8-7-1982                                                              | Barcellona                                                            | Italia                                                                | 2 – 0                                                                 | Polonia                                                               | Mondiali 1982 - Semifinale                                            | 2 Paolo Rossi                                                         | Cap:D. Zoff                                                           |
| 11-7-1982                                                             | Madrid                                                                | Italia                                                                | 3 – 1                                                                 | Germania Ovest                                                        | Mondiali 1982 - Finale                                                | Alessandro Altobelli Paolo Rossi Marco Tardelli                       | Cap:D. Zoff 3º titolo mondiale                                        |
| 27-10-1982                                                            | Roma                                                                  | Italia                                                                | 0 – 1                                                                 | Svizzera                                                              | Amichevole                                                            | -                                                                     | Cap:D. Zoff                                                           |
| 13-11-1982                                                            | Milano                                                                | Italia                                                                | 2 – 2                                                                 | Cecoslovacchia                                                        | Qual. Euro 1984                                                       | Alessandro Altobelli autorete                                         | Cap:D. Zoff                                                           |
| 4-12-1982                                                             | Firenze                                                               | Italia                                                                | 0 – 0                                                                 | Romania                                                               | Qual. Euro 1984                                                       | -                                                                     | Cap:D. Zoff                                                           |
| 12-2-1983                                                             | Limassol                                                              | Cipro                                                                 | 1 – 1                                                                 | Italia                                                                | Qual. Euro 1984                                                       | autorete                                                              | Cap:D. Zoff                                                           |
| 16-4-1983                                                             | Bucarest                                                              | Romania                                                               | 1 – 0                                                                 | Italia                                                                | Qual. Euro 1984                                                       | -                                                                     | Cap:D. Zoff                                                           |
| 29-5-1983                                                             | Göteborg                                                              | Svezia                                                                | 2 – 0                                                                 | Italia                                                                | Qual. Euro 1984                                                       | -                                                                     | Cap:D. Zoff                                                           |
| 5-10-1983                                                             | Bari                                                                  | Italia                                                                | 3 – 0                                                                 | Grecia                                                                | Amichevole                                                            | Antonio Cabrini Bruno Giordano Paolo Rossi                            | Cap:A. Cabrini                                                        |
| 15-10-1983                                                            | Napoli                                                                | Italia                                                                | 0 – 3                                                                 | Svezia                                                                | Qual. Euro 1984                                                       | -                                                                     | Cap:A. Cabrini                                                        |
| 16-11-1983                                                            | Praga                                                                 | Cecoslovacchia                                                        | 2 – 0                                                                 | Italia                                                                | Qual. Euro 1984                                                       | -                                                                     | Cap:M. Tardelli                                                       |
| 22-12-1983                                                            | Perugia                                                               | Italia                                                                | 3 – 1                                                                 | Cipro                                                                 | Qual. Euro 1984                                                       | Alessandro Altobelli Antonio Cabrini Paolo Rossi                      | Cap:A. Cabrini                                                        |
| 4-2-1984                                                              | Roma                                                                  | Italia                                                                | 5 – 0                                                                 | Messico                                                               | Amichevole                                                            | 3 Paolo Rossi Salvatore Bagni Bruno Conti                             | Cap:G. Scirea                                                         |
| 3-3-1984                                                              | Istanbul                                                              | Turchia                                                               | 1 – 2                                                                 | Italia                                                                | Amichevole                                                            | Alessandro Altobelli Antonio Cabrini                                  | Cap:A. Cabrini                                                        |
| 7-4-1984                                                              | Verona                                                                | Italia                                                                | 1 – 1                                                                 | Cecoslovacchia                                                        | Amichevole                                                            | Salvatore Bagni                                                       | Cap:M. Tardelli                                                       |
| 22-5-1984                                                             | Zurigo                                                                | Germania Ovest                                                        | 1 – 0                                                                 | Italia                                                                | Amichevole                                                            | -                                                                     | Cap:M. Tardelli                                                       |
| 26-5-1984                                                             | Toronto                                                               | Canada                                                                | 0 – 2                                                                 | Italia                                                                | Amichevole                                                            | Alessandro Altobelli Sergio Battistini                                | Cap:C. Gentile                                                        |
| 30-5-1984                                                             | New York                                                              | Stati Uniti                                                           | 0 – 0                                                                 | Italia                                                                | Amichevole                                                            | -                                                                     | Cap:M. Tardelli                                                       |
| 26-9-1984                                                             | Milano                                                                | Italia                                                                | 1 – 0                                                                 | Svezia                                                                | Amichevole                                                            | Antonio Cabrini                                                       | Cap:G. Scirea                                                         |
| 3-11-1984                                                             | Losanna                                                               | Svizzera                                                              | 1 – 1                                                                 | Italia                                                                | Amichevole                                                            | Antonio Cabrini                                                       | Cap:G. Scirea                                                         |
| 8-12-1984                                                             | Pescara                                                               | Italia                                                                | 2 – 0                                                                 | Polonia                                                               | Amichevole                                                            | Alessandro Altobelli Antonio Di Gennaro                               | Cap:M. Tardelli                                                       |
| 5-2-1985                                                              | Dublino                                                               | Irlanda                                                               | 1 – 2                                                                 | Italia                                                                | Amichevole                                                            | Alessandro Altobelli Paolo Rossi                                      | Cap:M. Tardelli                                                       |
| 13-3-1985                                                             | Atene                                                                 | Grecia                                                                | 0 – 0                                                                 | Italia                                                                | Amichevole                                                            | -                                                                     | Cap:M. Tardelli                                                       |
| 3-4-1985                                                              | Ascoli Piceno                                                         | Italia                                                                | 2 – 0                                                                 | Portogallo                                                            | Amichevole                                                            | Bruno Conti Paolo Rossi                                               | Cap:M. Tardelli                                                       |
| 2-6-1985                                                              | Città del Messico                                                     | Messico                                                               | 1 – 1                                                                 | Italia                                                                | Ciudad de México Cup                                                  | Antonio Di Gennaro                                                    | Cap:F. Collovati                                                      |
| 6-6-1985                                                              | Città del Messico                                                     | Italia                                                                | 2 – 1                                                                 | Inghilterra                                                           | Ciudad de México Cup                                                  | Alessandro Altobelli Salvatore Bagni                                  | Cap:F. Collovati                                                      |
| 25-9-1985                                                             | Lecce                                                                 | Italia                                                                | 1 – 2                                                                 | Norvegia                                                              | Amichevole                                                            | Alessandro Altobelli                                                  | Cap:M. Tardelli                                                       |
| 16-11-1985                                                            | Chorzów                                                               | Polonia                                                               | 1 – 0                                                                 | Italia                                                                | Amichevole                                                            | -                                                                     | Cap:G. Scirea                                                         |
| 5-2-1986                                                              | Avellino                                                              | Italia                                                                | 1 – 2                                                                 | Germania Ovest                                                        | Amichevole                                                            | Aldo Serena                                                           | Cap:A. Cabrini                                                        |
| 26-3-1986                                                             | Udine                                                                 | Italia                                                                | 2 – 1                                                                 | Austria                                                               | Amichevole                                                            | Alessandro Altobelli Antonio Di Gennaro                               | Cap:G. Scirea                                                         |
| 11-5-1986                                                             | Napoli                                                                | Italia                                                                | 2 – 0                                                                 | Cina                                                                  | Amichevole                                                            | Alessandro Altobelli Antonio Di Gennaro                               | Cap:G. Scirea                                                         |
| 31-5-1986                                                             | Città del Messico                                                     | Italia                                                                | 1 – 1                                                                 | Bulgaria                                                              | Mondiali 1986 - 1º turno                                              | Alessandro Altobelli                                                  | Cap:G. Scirea                                                         |
| 5-6-1986                                                              | Puebla                                                                | Italia                                                                | 1 – 1                                                                 | Argentina                                                             | Mondiali 1986 - 1º turno                                              | Alessandro Altobelli                                                  | Cap:G. Scirea                                                         |
| 10-6-1986                                                             | Puebla                                                                | Italia                                                                | 3 – 2                                                                 | Corea del Sud                                                         | Mondiali 1986 - 1º turno                                              | 2 Alessandro Altobelli autorete                                       | Cap:G. Scirea                                                         |
| 17-6-1986                                                             | Città del Messico                                                     | Francia                                                               | 2 – 0                                                                 | Italia                                                                | Mondiali 1986 - Ottavi di finale                                      | -                                                                     | Cap:G. Scirea                                                         |
| Totale                                                                |                                                                       | Presenze                                                              | 88                                                                    |                                                                       | Reti                                                                  | 115                                                                   |                                                                       |

#### Nella commissione tecnica della nazionale italiana in coppia con Bernardini
| Cronologia completa delle presenze e delle reti in nazionale ― Italia | Cronologia completa delle presenze e delle reti in nazionale ― Italia | Cronologia completa delle presenze e delle reti in nazionale ― Italia | Cronologia completa delle presenze e delle reti in nazionale ― Italia | Cronologia completa delle presenze e delle reti in nazionale ― Italia | Cronologia completa delle presenze e delle reti in nazionale ― Italia | Cronologia completa delle presenze e delle reti in nazionale ― Italia | Cronologia completa delle presenze e delle reti in nazionale ― Italia |
| Data                                                                  | Città                                                                 | In casa                                                               | Risultato                                                             | Ospiti                                                                | Competizione                                                          | Reti                                                                  | Note                                                                  |
| --------------------------------------------------------------------- | --------------------------------------------------------------------- | --------------------------------------------------------------------- | --------------------------------------------------------------------- | --------------------------------------------------------------------- | --------------------------------------------------------------------- | --------------------------------------------------------------------- | --------------------------------------------------------------------- |
| 27-9-1975                                                             | Roma                                                                  | Italia                                                                | 0 – 0                                                                 | Finlandia                                                             | Qual. Euro 1976                                                       | -                                                                     | Cap:G. Facchetti                                                      |
| 26-10-1975                                                            | Varsavia                                                              | Polonia                                                               | 0 – 0                                                                 | Italia                                                                | Qual. Euro 1976                                                       | -                                                                     | Cap:G. Facchetti                                                      |
| 22-11-1975                                                            | Roma                                                                  | Italia                                                                | 1 – 0                                                                 | Paesi Bassi                                                           | Qual. Euro 1976                                                       | Fabio Capello                                                         | Cap:G. Facchetti                                                      |
| 30-12-1975                                                            | Firenze                                                               | Italia                                                                | 3 – 2                                                                 | Grecia                                                                | Amichevole                                                            | 2 Paolino Pulici Giuseppe Savoldi                                     | Cap:D. Zoff                                                           |
| 7-4-1976                                                              | Torino                                                                | Italia                                                                | 3 – 1                                                                 | Portogallo                                                            | Amichevole                                                            | Giancarlo Antognoni Francesco Graziani Paolino Pulici                 | Cap:G. Facchetti                                                      |
| 23-5-1976                                                             | Washington                                                            | Stati Uniti                                                           | 0 – 4                                                                 | Italia                                                                | Torneo del Bicentenario                                               | Fabio Capello Francesco Graziani Paolino Pulici Francesco Rocca       | Cap:G. Facchetti                                                      |
| 28-5-1976                                                             | New York                                                              | Inghilterra                                                           | 3 – 2                                                                 | Italia                                                                | Torneo del Bicentenario                                               | 2 Francesco Graziani                                                  | Cap:G. Facchetti                                                      |
| 31-5-1976                                                             | New Haven                                                             | Brasile                                                               | 4 – 1                                                                 | Italia                                                                | Torneo del Bicentenario                                               | Fabio Capello                                                         | Cap:G. Facchetti                                                      |
| 5-6-1976                                                              | Milano                                                                | Italia                                                                | 4 – 2                                                                 | Romania                                                               | Amichevole                                                            | 2 Roberto Bettega Giancarlo Antognoni Francesco Graziani              | Cap:G. Facchetti                                                      |
| 22-9-1976                                                             | Copenaghen                                                            | Danimarca                                                             | 0 – 1                                                                 | Italia                                                                | Amichevole                                                            | Paolino Pulici                                                        | Cap:D. Zoff                                                           |
| 25-9-1976                                                             | Roma                                                                  | Italia                                                                | 3 – 0                                                                 | Jugoslavia                                                            | Amichevole                                                            | 2 Roberto Bettega Francesco Graziani                                  | Cap:D. Zoff                                                           |
| 16-10-1976                                                            | Lussemburgo                                                           | Lussemburgo                                                           | 1 – 4                                                                 | Italia                                                                | Qual. Mondiali 1978                                                   | 2 Roberto Bettega Giancarlo Antognoni Francesco Graziani              | Cap:G. Facchetti                                                      |
| 17-11-1976                                                            | Roma                                                                  | Italia                                                                | 2 – 0                                                                 | Inghilterra                                                           | Qual. Mondiali 1978                                                   | Giancarlo Antognoni Roberto Bettega                                   | Cap:G. Facchetti                                                      |
| 22-12-1976                                                            | Lisbona                                                               | Portogallo                                                            | 2 – 1                                                                 | Italia                                                                | Amichevole                                                            | Roberto Bettega                                                       | Cap:D. Zoff                                                           |
| 26-1-1977                                                             | Roma                                                                  | Italia                                                                | 2 – 1                                                                 | Belgio                                                                | Amichevole                                                            | Francesco Graziani autorete                                           | Cap:D. Zoff                                                           |
| 8-6-1977                                                              | Helsinki                                                              | Finlandia                                                             | 0 – 3                                                                 | Italia                                                                | Qual. Mondiali 1978                                                   | Romeo Benetti Roberto Bettega Claudio Gentile                         | Cap:G. Facchetti                                                      |
| Totale                                                                |                                                                       | Presenze                                                              | 16                                                                    |                                                                       | Reti                                                                  | 34                                                                    |                                                                       |

## Palmarès

### Giocatore

#### Club
- Campionato italiano di Serie B: 2

Catania: 1953-1954
Torino: 1959-1960

### Allenatore

#### Nazionale
- Campionato mondiale: 1

Italia: Spagna 1982

#### Individuale
- Seminatore d'oro: 1

1982
- Panchina d'oro alla carriera: 1

1992
- Riconoscimento alla memoria - Hall of fame del calcio italiano

2011